# Mesosa itoi
Mesosa itoi là một loài bọ cánh cứng trong họ Cerambycidae.